# Francis Anthony Drexel
Francis Anthony Drexel (20 juin 1824 - 15 février 1885) est un banquier et philanthrope de Philadelphie. Fils aîné du financier de Philadelphie Francis Martin Drexel, après la mort de son père, il devient associé principal du cabinet Drexel & Co.

## Jeunesse
Drexel est né sur Sixth Street à Philadelphie le 20 juin 1824. Il est le fils aîné de Francis Martin Drexel et Catherine Hookey (1795–1870). Il a deux frères plus jeunes, Anthony Joseph Drexel et Joseph William Drexel.

## Carrière
Son père a d'abord travaillé comme portraitiste à Philadelphie avant de se tourner vers une carrière de courtier en bourse en 1837. Selon Elsa Loacker Jones, Drexel a peut-être acquis une expérience significative dans la spéculation monétaire grâce à ses fréquents voyages.
Francis Anthony commence dans l'entreprise à l'âge de treize ans en tant que commis et veilleur de nuit. Il gagne également de l'argent en jouant de l'orgue à l'église St. John's à Manayunk.
Au fur et à mesure que les affaires progressent, ses jeunes frères, Anthony et Joseph, se joignent également à l'entreprise. Ils forment un partenariat en 1847 sous le nom de Drexel & Co. La société a des bureaux à Philadelphie, New York, San Francisco, Londres et Paris. L'entreprise participe au financement de la guerre américano-mexicaine, de la ruée vers l'or en Californie et de l'armée de l'Union pendant la guerre civile américaine, ainsi que de la révolution industrielle. Après la mort de son père en 1863, Francis Drexel devient le membre senior de l'entreprise mais préfère que son jeune frère Anthony prenne la direction. Francis est d'une nature retirée et supervise le bureau et le comptoir.

## Vie privée
En 1854, Drexel épouse Hannah Jane Langstroth (1826–1858). Hannah est la fille de Piscator Langstroth et Elizabeth Lehman. Ensemble, ils ont deux enfants, Hannah est décédée cinq semaines après la naissance de leur deuxième fille:
- Elizabeth Langstroth Drexel (1855-1890), qui épouse Walter George Smith (1854-1924), un fils du général Thomas Kilby Smith (en), en janvier 1890 et meurt de convulsions puerpérales en septembre de la même année[7].
- Catherine Drexel (1858-1955), devenue religieuse, fonde les Sœurs du Saint-Sacrement, prend le nom de Mère Katharine et est déclarée sainte catholique[3].

En 1860, il se remarie avec sa seconde épouse, Emma Mary Bouvier (1833-1883). Emma est la fille de Louise Vernou et Michel Bouvier, un ébéniste français de Pont-Saint-Esprit dans le sud de la France qui a émigré à Philadelphie en 1815 après avoir servi dans les guerres napoléoniennes. Emma est une tante de John Vernou Bouvier Jr. (en), grand-père de Jacqueline Kennedy-Onassis. Ils ont un enfant :
- Louise Bouvier Drexel (1863–1945), qui épouse Edward de Veaux Morrell (en) (1862–1917), plus tard représentant américain, en 1889[9].

Drexel achète une propriété de campagne à Torresdale juste à l'extérieur de Philadelphie. Bien qu'il ait été conçu comme une maison d'été, la famille y passe la majeure partie de l'année de la fin du printemps au milieu de l'automne, Drexel prenant le train pour se rendre au travail. Ce n'est pas loin de la Maison-Mère des Sœurs du Sacré-Cœur, où la sœur de Drexel, Mère Louis Bouvier, réside un temps. Mme. Drexel et ses filles y sont des visiteurs fréquents.
Sa deuxième épouse est également décédée avant lui, mourant à leur résidence de Philadelphie en janvier 1883. Il meurt à son domicile, 1503 Walnut Street à Philadelphie le 15 février 1885. Après des funérailles à l'église catholique St. Mary de Philadelphie, il est enterré dans le caveau de la famille Drexel au cimetière des Sœurs du Saint-Sacrement. Sa fortune est estimée à 15 000 000 $, dont il laisse dix pour cent à des œuvres caritatives et le reste en fiducie pour ses trois filles.

## Philanthropie
Francis Drexel soutient et encourage les entreprises caritatives de sa femme, Emma. Trois jours par semaine, Emma Drexel distribue de la nourriture, des vêtements, des chaussures, des médicaments ou l'argent du loyer à toute personne pauvre qui vient à leur porte. Elle emploie un assistant qui visite les immeubles, évalue les besoins et leur remet un billet à présenter à Mme. Drexel. Les Drexels dépensent environ 30 000 $ par an pour l'organisme de bienfaisance à domicile, notamment le paiement du loyer de 150 familles. Beaucoup d'articles distribués sont confectionnés par les madeleines du Couvent du Bon Pasteur, aidant ainsi à la fois les femmes qui confectionnent les vêtements et celles qui les reçoivent.
Drexel s'intéresse à Eden Hall, le couvent de Torresdale de la Société du Sacré-Cœur où sa femme, Emma, a fréquenté l'académie. Mme. Drexel est la première présidente de l'association des anciennes élèves, Les Enfants de Marie du Monde. Drexel contribue périodiquement à l'amélioration de la chapelle. Après la mort d'Emma en 1883, il fait don d'une chapelle de la Dame et d'une crypte en contrebas. Drexel fait également don des autels latéraux en marbre de l'église du Sacré-Cœur à Wilmington, Delaware.
Francis et son frère Anthony financent la Francis M. Drexel Memorial Fountain, l'une des plus anciennes sculptures publiques de Chicago sur Drexel Square en l'honneur de leur père.
Drexel laisse des legs au Saint Joseph's College, à la Maison du Bon Pasteur, à l'hôpital luthérien allemand de Philadelphie (où son beau-frère John D. Lankenau est administrateur), à St. John's Orphan Asylum for Boys, à St. Joseph's Female Orphan Asylum où il a été membre du conseil d'administration, et La Salle College qui, en 1886, déménage dans l'ancien manoir du beau-père de Drexel, Michel Bouvier. Parmi les autres bénéficiaires figurent la Compagnie de Jésus, les Frères chrétiens et les Religieux du Sacré-Cœur.

## Héritage
La bibliothèque Francis A. Drexel de l'Université Saint-Joseph est nommée en son honneur. Ses filles Elizabeth et Louise fondent la St. Francis Industrial School à Eddington, Pennsylvanie comme prévu dans le testament de leur père. Ils dotent également la chaire Francis A. Drexel de théologie morale à l'Université catholique d'Amérique.